# Eugène Soudan
Pour les articles homonymes, voir Soudan (homonymie).
Eugène Soudan (Renaix, 4 décembre 1880 - Uccle, 3 octobre 1960) était un avocat, juriste et homme politique flamand du Parti ouvrier belge (POB) puis du Parti socialiste belge (PSB), bourgmestre de Renaix de 1927 à 1958 (sauf durant la guerre).

## Biographie
Eugène Edouard César Gaëtan Soudan, né à Renaix le 4 décembre 1880, est issu dans une famille bourgeoise libérale de Renaix. Il est le fils d'Eugène François Soudan, industriel, fabricant de tissus, agent de change en 1894 et de Lydie Paillot. Il épouse à Londres le 2 janvier 1918 Joséphine Van Geel, née à Saint-Gilles le 4 avril 1889 et morte à Bruxelles le 30 janvier 1966.  De son mariage, il eut deux filles : 
- Marie Soudan, née à Bruxelles le 11 juin 1920 et morte à Braine-l’Alleud le 12 mars 2008. Elle épousa à Bruxelles le 15 octobre 1946 le comte Jacques-Henri Pirenne (fils de Jacques Pirenne et petit-fils de l'historien Henri Pirenne) ;
- Nicole Soudan, née en 1922, qui épousa en 1948 Robert Léonard, avocat, collaborateur et premier stagiaire d’Eugène Soudan.

Il effectue ses études primaires dans sa ville natale, il fera ensuite ses études secondaires à l’Athénée royal de Tournai et à celui de Gand. À l'Université de Gand, alors uniquement francophone, il obtient le diplôme de candidat en philosophie pour continuer ensuite à l'Université libre de Bruxelles (ULB) dont il devient docteur en droit avec la plus grande distinction le 9 juillet 1904. 
Il commence alors une carrière d'avocat à Bruxelles auprès du bureau de Charles Dejongh, un des juristes les plus éminents du pays qui sera en 1917 le chef de cabinet d'Émile Vandervelde. Durant la Première Guerre mondiale, Soudan est délégué de la commission interministérielle du ravitaillement qui fait partie du département de l’intendance militaire et civile du gouvernement belge en exil. Après la guerre, Il fait partie de la commission de révision du code civil (1919) et devient avocat auprès de la Cour d’appel de Bruxelles (1928). Parallèlement, Eugène Soudan est depuis 10 novembre 1919, chargé de cours à l'ULB puis professeur ordinaire en 1922. Il sera deux fois doyen de la faculté de droit, de 1936 à 1939 puis de 1945 à 1946 où il siègera simultanément comme vice-président du conseil d’administration.
Le procès le plus connu dans lequel il plaida est celui de Fernando De Rosa (1908 - 1936), un jeune Milanais de 21 ans qui s’était établi dans la banlieue du nord de Paris. Le 24 octobre 1929, lors d’une cérémonie devant la tombe du Soldat inconnu à Bruxelles, De Rosa tira très maladroitement une balle de revolver en direction du prince de Piémont, l’héritier du trône d’Italie, venu à Bruxelles pour ses fiançailles avec la princesse Marie-José, fille du roi Albert et de la reine Elisabeth. Le procès s’ouvrit le 25 septembre 1930 devant la Cour d’assises du Brabant. Eugène Soudan plaida avec Paul-Henri Spaak et Paul De Bock. Alors que De Rosa risquait les travaux forcés à perpétuité, il ne fut condamné qu’à la peine minimale de cinq ans de prison et fut gracié deux ans plus tard par le roi Albert à la demande du prince Humbert. Eugène Soudan, était un éminent plaideur, qui avait fait usage d’un langage simple, sans pathos, et qui avait savamment bâti sa défense.
Dans son cabinet d'avocats, une équipe d'où sortiront plusieurs avocats actifs dans la Résistance ou inscrits au Parti communiste, et où exerçaient notamment Robert Lejour et Andrée Grandjean, Eugène Soudan eut aussi comme stagiaire Jean Deguent, qui épousera à Londres en 1941 Marthe Huysmans, la seconde fille de Camille Huysmans.

## Carrière politique
Soudan reste domicilié dans sa commune natale et est très tôt actif dans le mouvement socialiste. Après avoir été membre de la Jeune Garde Libérale, dès 1899 il rejoint le POB avec une grande partie de l'aile progressiste du parti libéral de Renaix. Soudan devient rapidement l’un des dirigeants locaux du POB le plus important, il est élu député pour l'arrondissement d’Audenarde le 16 novembre 1919, fonction qu’il occupe jusqu'aux élections législatives de 1936.
Lors de ces élections Eugène Soudan perd son siège par suite de la poussée soudaine du parti Rex dont le dirigeant local est le chevalier Philippe Behaghel de Bueren. Il devient alors sénateur coopté et vice-président du sénat. Il redevient député en avril 1939 pour l’arrondissement d’Audenarde, il siégera sans interruption jusqu’en 1958.
Au niveau local, Eugène Soudan est élu conseiller communal de Renaix dès 1921, il siégera sans interruption jusqu'à son décès en 1960. Il sera bourgmestre de la ville de Renaix de 1927 à 1958 sauf durant la période allant de mai 1940 à la fin de la Seconde Guerre mondiale. Durant cette période, et jusqu'à la libération de Renaix le 3 septembre 1944, Leo Vindevogel fut bourgmestre de Renaix dès le 2 janvier 1941, nommé à ce poste par les autorités nazies.

## Le ministre
La carrière politique nationale d’Eugène Soudan connu son apogée au cours de la seconde moitié des années 1930. Juriste de renom, il est nommé ministre de la Justice dans le gouvernement Van Zeeland I. Son échec aux élections législatives de 1936 l’écarte provisoirement du gouvernement. Le 12 mars 1938, Eugène Soudan redevient ministre, cette fois il s’occupe des Finances en remplacement d’Henri De Man dans le gouvernement Janson dont il est le chef de file des ministres socialistes. Il ne fait pas partie du gouvernement Spaak I. Cependant, à la suite de la chute en janvier 1939 du gouvernement provoquée par l’affaire Martens, Soudan se heurte à l’opposition des libéraux lorsqu'il est chargé par le roi Léopold III de former un gouvernement. Soudan redevient, malgré tout, le chef de file des ministres socialistes dans le gouvernement Pierlot I dont il est le ministre des Affaires étrangères et du Commerce extérieur. Le POB refusant de prendre part au gouvernement Pierlot II, Soudan est nommé ministre de la Justice dans le gouvernement Pierlot III en septembre 1939, poste qu’il abandonne au profit de l’Instruction publique en janvier 1940. Il suit le gouvernement belge dans son exil français mais refuse de prendre le chemin de Londres. Eugène Soudan s'est établi à Nice où il aurait été en contact avec la Résistance française. À la suite de l'invasion de la zone dite libre en novembre 1942, il demande au gouvernement de Londres de lui faire quitter la France afin de rejoindre Londres mais il est arrêté en août 1943 et détenu à Pont-de-Claix d’où, sur ordre de la Gestapo, il sera transféré le 26 octobre 1943 à la prison de Fresnes. Eugène Soudan est ensuite déporté le 25 janvier 1944 avec Paul-Emile Janson à Buchenwald. Il est libéré par les troupes américaines le 11 avril 1945. Après la guerre, Soudan est fait ministre d'État le 3 septembre 1945 mais il ne sera plus jamais membre du gouvernement. En 1948, il est nommé président du centre Harmel créé comme « Centre de recherche pour la solution nationale des problèmes sociaux, politiques et juridiques en région wallonne et flamande ».
Franc-maçon, il a été membre du Grand Orient de Belgique.

## Distinctions
- Grand cordon de l'ordre de Léopold avec lisérés d'or (en mars 1957) ;
- Croix civique de 1re classe à titre militaire (en mars 1957).

## La généalogie de la famille
Les lointaines origines des Soudan sont à trouver à Frasnes-lez-Buissenal, un village roman à quelques kilomètres de Renaix. Gilles Soudan, ascendant agnatique à la huitième génération d'Eugène Soudan, était le père de Gilles Soudan junior. Ce dernier quitta ce village pour s'établir à Renaix, épousa Jacoba Piers, et fut inhumé à Renaix dans l’église Saint-Martin le 31 mars 1702. Leur fils, Jean Baptiste Soudan, marchand à Renaix, bourgeois forain d’Alost en 1720, est mort à Lille, et fut inhumé dans la paroisse Saint-Etienne. Il eut des funérailles solennelles à Renaix (Saint-Martin) le 24 septembre 1726. Il avait épousé à Renaix (Saint-Martin) le 15 juillet 1708 Barbe Hyacinthe Foucart.  Cette dernière avait été baptisée à Renaix (Saint-Martin) le 31 mars 1689, et fut inhumée à Renaix dans l’église Saint-Martin le 15 mars 1771. Ils eurent dix enfants. Parmi ceux-ci, Jean Baptiste Soudan, baptisé à Renaix (Saint-Martin) le 20 septembre 1709. Il fut inhumé à Renaix (Saint-Martin) le 3 avril 1751. Il avait épousé à Renaix (Saint-Martin) le 6 juillet 1735 Jeanne Thérèse Demalander (Renaix 1704 - Renaix 1765). Ils eurent également dix enfants et notamment Gaspart François Soudan, marchand à Renaix, qui fut baptisé à Renaix (Saint-Martin) le 6 janvier 1744, et qui est l'arrière-grand-père du Ministre (voyez ensuite ci-dessous les ascendants du Ministre).